# Ho Han Thuong
Hồ Hán Thương var son till Hồ Quý Ly och den andra och sista kejsaren av Hodynastin. Han regerade mellan 1401 och 1407, i två regeringsperioder över lite olika områden av dagens Vietnam, 1401-1402 och 1403-.